# Drugi nicejski sabor
Drugi nicejski sabor je ekumenski sabor, koji se održao u Niceji od rujna do listopada 787. Sazvali su ga carica Irena i namjesnici maloljetnog Konstantina VI., da bi se našlo rješenje o ikonoklazmu.
Leon III. Izaurijski izdaje 727. godine edikt kojim zabranjuje štovanje ikona i načelno slikovito predstavljanje, smatrajući to pravim idolopoklonstvom. Car imenuje patrijarha, koji je također protiv ikona, a od pape Grgura II., koji bijaše izopćio ikonoborce, izuzima pokrajinu Ilirik ispod papinske nadležnosti i predaje ga pod nadležnost Carigrada. Njegov nasljednik Konstantin V. Kopronim saziva Sabor 754. godine u Carigradu, koji osuđuje štovanje ikona i isključuje ikonofilea, uključujući i Ivana Damaščanina, najodlučnijeg branitelja štovanja ikona. 
Carica Irena, podrškom patrijarha Tarasija i pristankom pape Hadrijana I., saziva drugi Sabor, također u Niceji (350 otaca), koji poništava odluke Sabora iz 754. godine i formulira učenje, da predmet poštovanja je osoba predstavljena na ikoni, i da treba vidjeti razliku između obožavanja (grč. λατρεια), koje priliči samo Bogu, i poštovanja (grč. προσκυνησις) koje dolikuje svetima. Sabor nisu prihvatili pripadnici Crkve u carstvu Karla Velikog (Njemačka, Francuska, Španjolska). Sabor u Frankfurtu 794. godine i Karlovske knjige izjašnjavaju se protiv štovanja ikona.
Uz svu otvorenu oporbu patrijarha Nikifora, Teodora Studita i načelno monaha, ikonoborstvo opstaje uz progone pravoslavnih vjernika, koje su provodili bizantinski carevi. Tek pod caricom Teodorom, kult ikona ponovno je uspostavljen 842. U spomen na taj događaj ustanovljena je Nedjelja Pravoslavlja, prve nedjelje uskrsnog posta. Ikonoborstvo je posljednja hereza koja je bila predmet ekumenskog sabora.